# Стефани Кайо
Стефани Кристина Кайо Сангинети (на испански: Stephanie Christina Cayo Sanguinetti) е родена на 8 април, 1988 година в град Лима, Перу. Тя е актриса, певица и модел в Перу и Колумбия. Още като дете тя прави първата си изява в сапунената опера „Пакостите на сърцето“ (Travesuras del Corazon). По-късно тя се появява като главен герой в няколко теленовели, особено набира международна експозиция, когато играе главната героиня в международната теленовела „Откраднати целувки“ (Besos Robados). През 2007 година, тя се появява в колумбийската теленовела „Белег на желанието“ (La Marca del Deseo), където си партнира с Хуан Алфонсо Баптиста. През 2011 година издава първият си албум „Llegaré“ заедно с колумбийския производител Хосе Гавирия. Актрисата живее в Колумбия и води успешна актьорска кариера. Има връзка с Чад Кембъл.

## Филмография
- Хипохондричка (La Hipohondriaca) – Mакарена Гонсалес (2013)
- Секретарят (El Secretario) – Антония Фонтавло (водеща роля, 2011)
- Шампоан за модели (2010)
- Финално време (Tiempo final) (2008)
- Доня Бея (Dona Bella) – Евангелина Росалес (2008)
- Белег на желанието (La Marca del Deseo) – Мария Валентина Сантибаньес Маркес (2007)
- Пирати в Каляо (озвучаваща роля) (2005)
- Откраднати целувки (Besos Robados) – Палома Велакочея (водеща роля, 2004)
- Естрелита (Estrelita) – Естрелита (2000)
- Мария Емилия:Любовницата (Maria Emilia – querida) – Габриела (1999)
- Пакостите на сърцето (Travesuras del corazon) – Синтия (1998)
- Банани с пижами – Лейди Пери (1994)